# جيرالدو دا كوستا
جيرالدو دا كوستا (23 نوفمبر 1991 لواندا أنغولا - ) هو لاعب كرة قدم أنغولي، يلعب كلاعب وسط.

## مسيرته

### مسيرته مع الأندية
- 2010 - 2014 لعب مع نادي كوريتيبا 68 مباراة سجل خلالها 5 أهداف.
- 2012 - 2012 لعب مع نادي بارانا 18 مباراة.
- 2015 - 2015 لعب مع نادي أتلتيكو غويانيينسي 8 مباريات.
- 2018 - 2021 الأهلي المصري

## روابط خارجية
- جيرالدو دا كوستا على موقع اتحاد تركيا (لاعب) (الإنجليزية)
- جيرالدو دا كوستا على موقع قاعدة بيانات كرة القدم.إي يو (الإنجليزية)
- جيرالدو دا كوستا على موقع ناشيونال فوتبول تيمز (الإنجليزية)
- جيرالدو دا كوستا على موقع Soccerway.com (الإنجليزية)
- جيرالدو دا كوستا على موقع عالم كرة القدم.نت (الإنجليزية)